# Engelʹgardt (månekrater)
Engelʹgardt (der også ses kaldet Engelhardt) er et nedslagskrater på Månen. Det befinder sig på Månens bagside og er opkaldt efter den russiske astronom Vasilij P. Engelgardt (1828–1915).
Navnet blev officielt tildelt af den Internationale Astronomiske Union (IAU) i 1970. 

## Omgivelser
Engelʹgardtkrateret ligger nord for det enorme Korolevbassin. Satellitkrateret "Engelʹgardt B" er forbundet med dets nordlige rand og er i virkeligheden et meget større krater med en diameter på 163 km. Mod vest-nordvest ligger Lebedinskiykrateret. 

## Karakteristika
Kraterets rand er kun ganske lidt eroderet. Materialet på indersiden er skredet ned og har dannet stenbunker langs foden af kratervæggene. Væggen er smallere mod syd, hvor satellitkrateret "Engelʹgardt N" ligger tæt op til kanten. Mindre end en kraterdiameter mod øst-sydøst ligger et lille krater med høj albedo, omgivet af et dække af lys overflade. Dette overfladedække når helt til randen af Engelʹgardt.

## Satellitkratere
De kratere, som kaldes satellitter, er små kratere beliggende i eller nær hovedkrateret. Deres dannelse er sædvanligvis sket uafhængigt af dette, men de får samme navn som hovedkrateret med tilføjelse af et stort bogstav. På kort over Månen er det en konvention at identificere dem ved at placere dette bogstav på den side af satellitkraterets midte, som ligger nærmest hovedkrateret. Engelʹgardtkrateret har følgende satellitkratere:
| Engelʹgardt | Længde  | Bredde   | Diameter |
| ----------- | ------- | -------- | -------- |
| B           | 8,3° N  | 157,7° V | 136 km   |
| C           | 10,1° N | 156,9° V | 49 km    |
| J           | 2,7° N  | 155,4° V | 19 km    |
| K           | 2,4° N  | 157,8° V | 18 km    |
| N           | 4,4° N  | 159,3° V | 28 km    |
| R           | 4,4° N  | 162,0° V | 15 km    |

## Måneatlas
- Billeder af Engelʹgardtkrateret i LPI-måneatlasset